# Château-Rouge
Château-Rouge is een gemeente in het Franse departement Moselle (regio Grand Est) en telt 218 inwoners (2004). De plaats maakt deel uit van het arrondissement Forbach-Boulay-Moselle. Het rode kasteel waarnaar het dorp is vernoemd is in 1935 afgebrand. De Duitsers noemen deze plaats overigens Rothendorf.

## Geografie
De oppervlakte van Château-Rouge bedraagt 4,3 km², de bevolkingsdichtheid is 50,7 inwoners per km².
De onderstaande kaart toont de ligging van Château-Rouge met de belangrijkste infrastructuur en aangrenzende gemeenten.

## Demografie
Onderstaande figuur toont het verloop van het inwonertal (bron: INSEE-tellingen).